# Vitamín B6
Vitamín B6 je společné označení pro tři pyridinové deriváty, pyridoxol (nebo také pyridoxin), pyridoxal a pyridoxamin. Všechny tyto látky, společně se svými fosfáty, jsou účinné jako vitamíny, jejich deriváty se účastní metabolismu aminokyselin a sacharidů. Bez ohledu na konkrétní derivát, jenž je do těla přijímán, je aktivní formou tohoto vitamínu pyridoxal-5-fosfát, důležitý kofaktor enzymů.
Vitamín B6 je rozpustný ve vodě.

## Vitamín B6v potravě
Všechny formy vitamínu B6 se mohou vyskytovat v potravě a jsou vstřebávány do střeva. Rozhodující podíl má pyridoxol, pyridoxalfosfát a pyridoxalaminfosfát.
Dobrým zdrojem vitamínu B6 jsou játra, vepřové maso, makrely, vejce, droždí, banány, brambory, zelí, špenát, kapusta, zelenina, avokádo, mrkev, ořechy, obiloviny a celozrnný chléb.
Doporučená denní dávka
|              | věk (roky) | vitamín B6 [mg] |
| ------------ | ---------- | --------------- |
| Kojenci      | 0,0–0,5    | 0,1             |
| Kojenci      | 0,5–1,0    | 0,3             |
| Děti         | 1–3        | 0,5             |
| Děti         | 4–8        | 0,6             |
| Děti         | 9–13       | 1,0             |
| Muži         | 14–18      | 1,3             |
| Muži         | 19–30      | 1,3             |
| Muži         | 31–50      | 1,3             |
| Muži         | 51+        | 1,7             |
| Ženy         | 14–18      | 1,2             |
| Ženy         | 19–30      | 1,3             |
| Ženy         | 31–50      | 1,3             |
| Ženy         | 50+        | 1,5             |
| Těhotné ženy |            | 1,9             |
| Kojící ženy  |            | 2,0             |

Vařením potravin množství vitamínu B6 v potravě klesá kvůli ztrátám do vody. Větší množství vitamínu potřebují lidé, kteří mají velký přísun bílkovin (profesionální sportovci), ženy, které užívají hormonální antikoncepci, osoby trpící celiakií a někteří chronicky nemocní lidé. Větší dávky pomáhají léčit chudokrevnost nebo nervové potíže.

## Role v organismu

Pyridoxalfosfát

Bez ohledu na počáteční vstřebanou formu vitamínu je účinnou formou vitamínu B6 pyridoxalfosfát; jedná se o prostetickou skupinu, která se pevně váže na bílkovinné části celé řady enzymů a umožňuje jejich katalytickou aktivitu. Pro katalytické mechanismy je obvykle důležitá aldehydová skupina na C4, důležitá je také hydroxyskupina na C3.
Je nezbytný pro funkci řady enzymů, které metabolisují aminokyseliny (transaminázy, dekarboxylázy, threoninaldoláza aj.). V procesu štěpení glykogenu (glykogenolýze) je koenzymem glykogen fosforylázy, enzymu, který štěpí glykosidové vazby.

### Projevy nedostatku
Nedostatek vitamínu B6 je vzácný, obvykle provází nedostatek celého B-komplexu. Projevuje se zvýšenou nervosvalovou dráždivostí (cukání víček, u dětí až křeče), zapomnětlivostí, záněty sliznice dutiny ústní.
Nedostatek může být způsoben i některými léky, například isoniazidem, který se používá k léčbě tuberkulózy. Ten s pyridoxalem samovolně tvoří pyridoxalhydrazon, který je rychle vylučován z těla. Některé další léčivé látky, jako je penicilamin nebo hydralazin, také snižují množství vitamínu v organismu.

### Předávkování vitamínem B6
Vitamín B6 je rozpustný ve vodě a je vylučován močí. Přesto se v těle akumuluje; jeho poločas rozpadu je dva až čtyři týdny.
Při přílišné spotřebě vitamínových doplňků (více než 10 mg čistého vitamínu denně) se mohou u citlivých osob objevit alergické kožní reakce nebo neurologické problémy. Indikaci ztěžuje fakt, že symptomy jsou paradoxně podobné jako u nedostatku vitamínu B6.
Léčba je obvykle bezproblémová a spočívá ve vysazení příslušných vitamínových doplňků. Symptomy se vytratí samovolně do šesti měsíců. V případě nutnosti je možno podávat amitriptylin pro zvládnutí neuropatických bolestí. Experimentálně bylo na myších pozitivně ověřeno použití neurotropinu-3, 4-methylkatecholu a trigonelinu. 
Zajímavost: Vysoké dávky vitamínu B6 se intravenózně používají při předávkování isoniazidem, při otravě ucháčem obecným, při vystavení hydrazinu či při léčbě homocystinurie.

## Biologické testy
Vitamin B6, který byl identifikován Györgym jako pyridoxin, je představitelem látek, jejichž charakteristickým účinkem je hojivý vliv na krysí akrodynii. Jako další přirozené látky s účinkem vitaminu B6 byly izolovány pyridoxal a pyridoxamin. Pokusy na zvířatech (kryse a kuřeti) mají všechny prakticky stejně intenzivní účinek, jsou-li podávány parenterálně.
Látky s účinkem vitaminu B6 jsou v potravinách obsaženy převážně ve formě vázané. Pokusem na zvířeti lze stanovit bez přípravy vzorku celkový obsah volného i vázaného vitaminu. Mikrobiologické metody určují pouze volný vitamin, přičemž používané kmeny mikrobů, s výjimkou pravděpodobně jen Saccharomyces carlsbergensis, se liší růstovou reakcí na pyridoxin, pyridoxal a pyridoxamin. Kvantitativní biologické testy jsou vypracovány na krysách a na kuřatech. U krys se karence projevuje symetrickým kožním zánětem na akrálních místech, na čenichu, v okolí tlamy, na uších, tlapách a ocase. Současně s prvními příznaky kožního zánětu, zvaného souborně akrodynie, nastává zástava růstu.
Při profylaktickém testu se přidávají jak standard, tak zkoušený preparát podle dávky v příslušných množstvích do potravy. Přímá závislost mezi váhovým přírůstkem a dávkou se pohybuje v rozmezí 100–150 γ pro 100g potravy.
Příprava diety je poměrně jednoduchá. Protože základní složky potravy lze velmi nesnadno extrakcí zbavit vitaminu B6, používá se jako zdroje glycidových kalorií sacharózy. Takovou dietu je nutno doplnit všemi nezbytnými vitaminy.